# Понтрезіна
Понтрезіна (нім. Pontresina) — громада  в Швейцарії в кантоні Граубюнден, регіон Малоя.
Гірськолижний курорт у швейцарських Альпах (регіон Енгандін).

## Географія
Понтрезіна розташована в Верхній Енгадін, на правому березі річки Інн на початку Долини Берніна. Залізнична станція Понтрезіни є складовою Ретійської залізниці.
Громада розташована на відстані близько 195 км на схід від Берна, 50 км на південний схід від Кура.
Понтрезіна має площу 118,2 км², з яких на 1,5% дозволяється будівництво (житлове та будівництво доріг), 16,3% використовуються в сільськогосподарських цілях, 9,1% зайнято лісами, 73% не є продуктивними (річки, льодовики або гори).

## Демографія
2019 року в громаді мешкало 2147 осіб (+7,7% порівняно з 2010 роком), іноземців було 33,7%. Густота населення становила 18 осіб/км².
За віковим діапазоном населення розподілялося таким чином: 17,5% — особи молодші 20 років, 63,3% — особи у віці 20—64 років, 19,2% — особи у віці 65 років та старші. Було 1046 помешкань (у середньому 2 особи в помешканні).
Із загальної кількості 1816 працюючих 8 було зайнятих в первинному секторі, 300 — в обробній промисловості, 1508 — в галузі послуг.

## Визначні місця

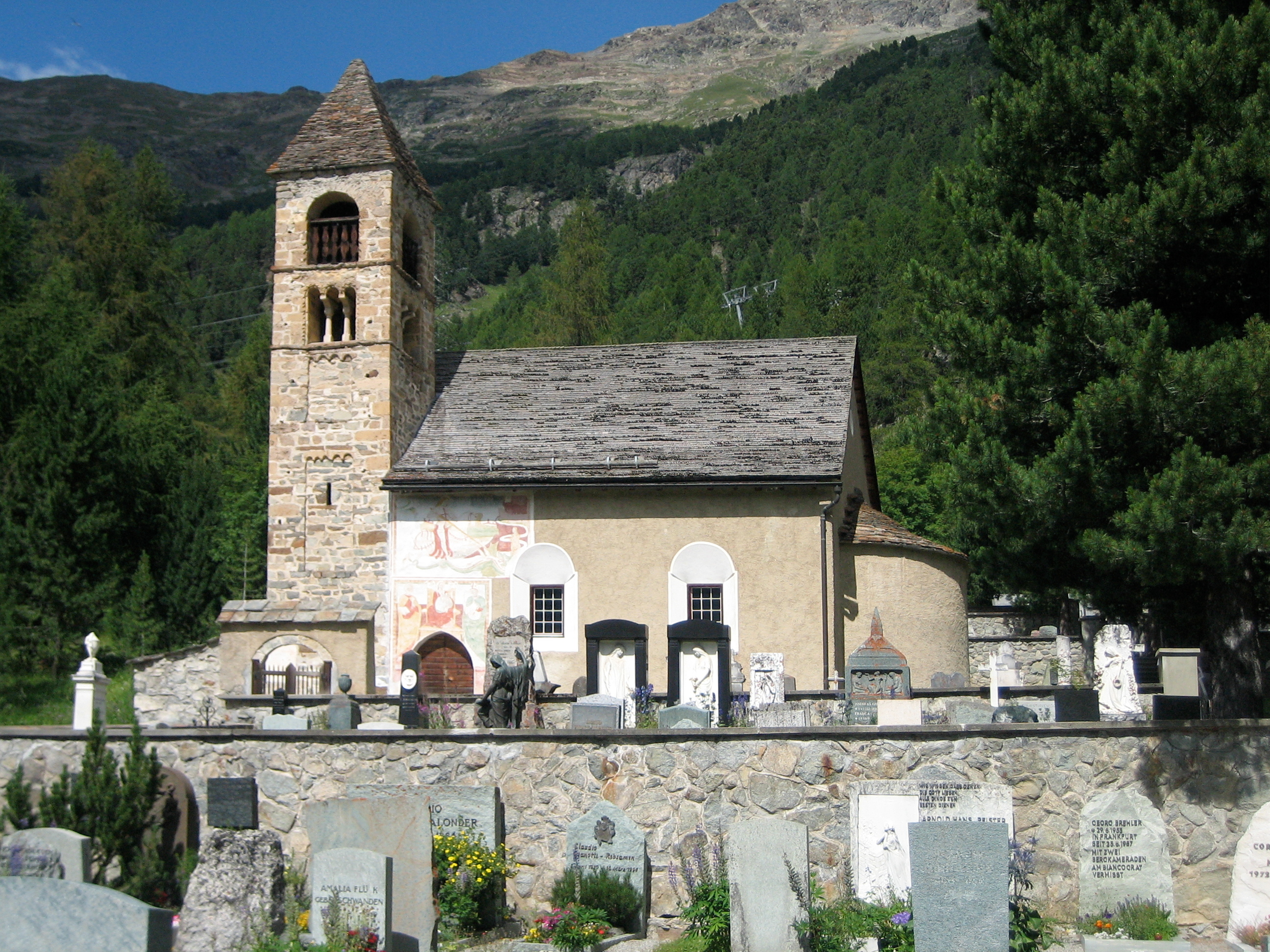
Церква Св.Марії (Kirche Sta. Maria)
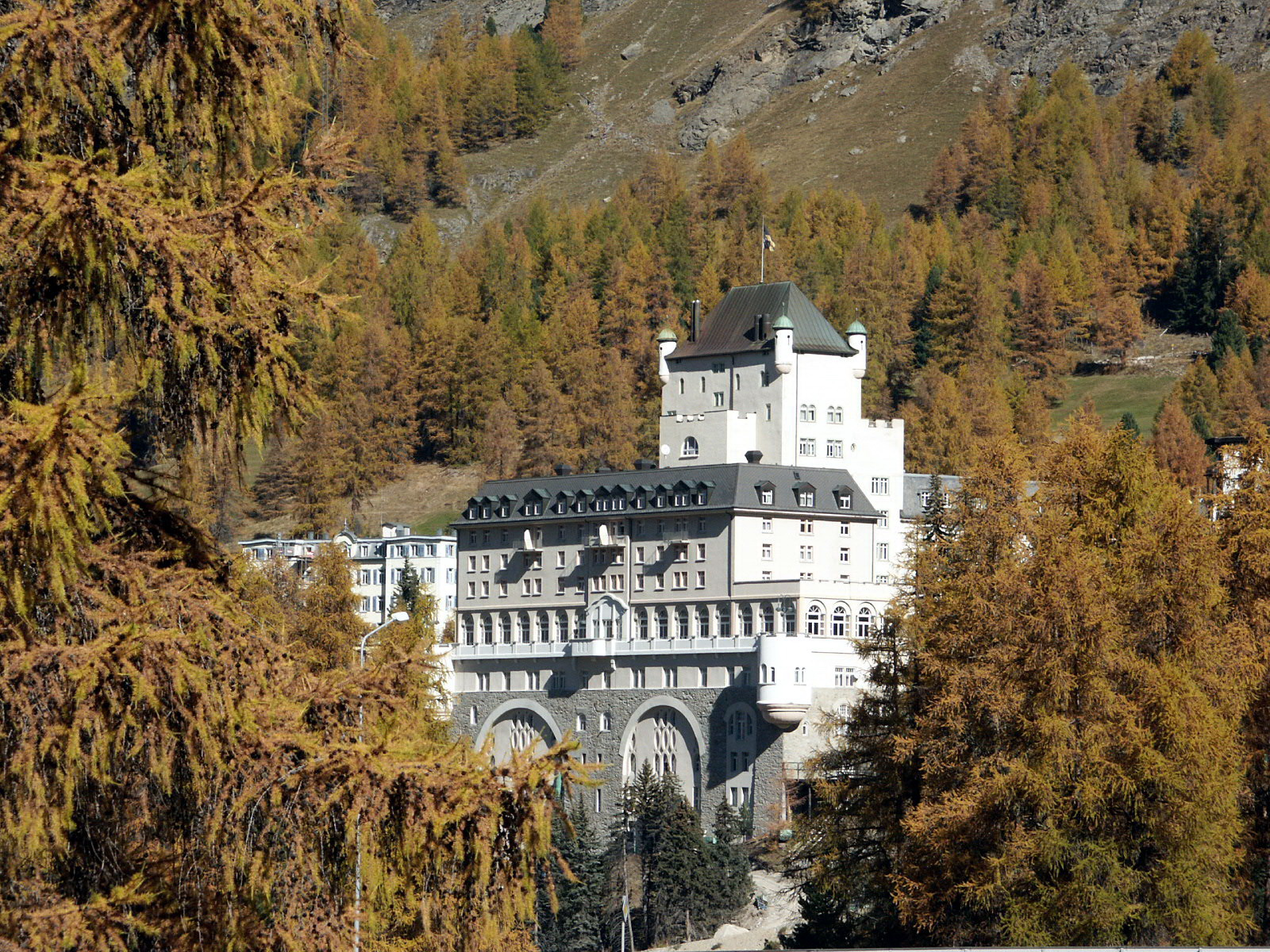
Готель  Schloss у Понтрезіна

- Церква Св. Миколая (рет.San Niculò)
- Залізнична станція Понтрезіна.
- Готель Schloss (ХІХ ст).
- Альпійський музей.
- Залишки іспанської фортеці (ХІІ ст).